# Estêvão Gomes, bispo de Lisboa
D. Estêvão Gomes (? - 1237) foi um Bispo de Lisboa.

## Biografia
Pouco se sabe da sua vida, excepto que em 1234 D. Estêvão Gomes foi eleito bispo de Lisboa, tendo falecido três anos depois, sem nunca ter tomado posse da cátedra episcopal.